# Mario Roatta
Mario Roatta   (Mòdena, 2 de febrer de 1887 - Roma, 7 de gener de 1968) fou un general i agent secret italià, que va ser cap d'estat major de la Regio Esercito, l'exèrcit del Regne d'Itàlia i cap del Servei d'Intel·ligència Militar de la Itàlia feixista (Servizio Informazioni Militari) sota les ordres de Benito Mussolini. Cap del Corpo Truppe Volontarie italià en la Guerra Civil espanyola.

## Biografia
El 1906 esdevé sotstinent d'infanteria. Després de passar per l'Escola de la Guerra, és transferit a l'Estat Major de l'exèrcit italià amb el grau de capità. Durant la Primera Guerra Mundial combat al front francès i italià i ascendeix el 1917 a tinent coronel, essent condecorat amb tres medalles d'argent al valor militar. Després de la guerra, és agregat militar a l'ambaixada italiana a Varsòvia (1927-1931, amb competència sobre Riga, Tallinn i Hèlsinki). El 1930 arriba a coronel.
Després d'un període al capdavant del 84è "Reggimento Venezia", el 1934 esdevé cap del Servei d'Informació Militar (SIM) fins a l'agost del 1939, malgrat que només formalment, car des del 1936 és el comandant del Corpo Truppe Volontarie (CTV) italià en la Guerra Civil espanyola, en suport als militars revoltats de Franco.
De setembre de 1936 a desembre de 1938 participà en la Guerra Civil Espanyola. Inicialment va ajudar a Galeazzo Ciano ajudant a dirigir "l'ajuda italiana al Bàndol nacional en el dia a dia". El 1936 Ciano va convèncer Mussolini que Roatta rebés el comandament del Cos de Tropes Voluntaries (Corpo Truppe Volontarie, CTV).  A principis de març de 1937, Roatta i tot el seu CTV van ser desplegats al centre d'Espanya per a la batalla de Guadalajara (Operació Folgore) amb la intenció de capturar Madrid i provocar l'enfonsament de la Segona República Espanyola.  Roatta va ser substituït més tard per Ettore Bastico com a comandant.
En 1939 va ser enviat a Berlín com a agregat militar de l'ambaixada italiana en la capital alemanya. Iniciada la Segona Guerra Mundial va ocupar diversos llocs de responsabilitat en l'Estat Major feixista. El 1942 se'l va destinar a Croàcia, com a Comandant del 2n Exèrcit, i més tard se li va donar el comandament de les tropes instal·lades a Eslovènia i Dalmàcia. Durant aquest temps va destacar per la seva crueltat, provocant situacions de terror entre la població civil en el seu combat amb els partisans iugoslaus.

## Procés i anys posteriors
El 10 de novembre de 1943, els aliats van demanar que el mariscal italià Pietro Badoglio retirés Roatta del seu lloc com a cap d'estat major de l'exèrcit italià a causa dels càrrecs de Iugoslàvia que havia comès crims de guerra. El 12 de novembre, Roatta va ser destituït del seu càrrec.  Iugoslàvia va demanar sense èxit l'extradició de Roatta , i ell juntament amb altres presumptes criminals de guerra italians mai van ser jutjats. El govern britànic va frustrar aquestes peticions a causa del seu intent de reforçar la posició anticomunista del govern italià de postguerra. La historiadora Alessandra Kersevan i el periodista Rory Carroll han acusat el públic i els mitjans italians de reprimir la seva memòria col·lectiva de les atrocitats comeses durant la Segona Guerra Mundial, i d'"amnèsia històrica",  citant el perdó de Roatta i l'empresonament de dos cineastes italians, que van representar la invasió italiana de Grècia, com a exemples de revisionisme històric.
El 5 de març de 1945, Roatta va escapar de l'Hospital Virgilio de l'exèrcit de Roma. Es va oferir una recompensa d'un milió de lires (10.000 dòlars) per la seva captura. L'endemà, va tenir lloc una "lleu reunió massiva" al palau reial italià en protesta per la seva fugida i es va convertir en un motí que va acabar amb una persona morta. El 4 d'abril, el sergent Stuart W. Mathes va oferir una recompensa personal de 20.000 dòlars per la captura de Roatta.  Roatta va fugir a Espanya, on va viure sota la protecció del dictador Francisco Franco. A Itàlia, va ser condemnat i condemnat en absència a cadena perpètua més un any d'aïllament. La seva sentència va ser anul·lada pel Tribunal Superior d'Apel·lació italià el 1948. A partir de 1964, es van publicar una sèrie d'obres de Roatta.  Va tornar a Roma el 1966, i hi va viure fins a la seva mort el 7 de gener de 1968.